# Незнайка з нашого двору
«Незнайка з нашого двору» (рос. «Незнайка с нашего двора») — український радянський художній фільм 1983 року режисерів Ігоря Апасяна та Ірини Тарковської.

## Сюжет
Група дітлахів вирішила на своєму подвір'ї розіграти події, що відбуваються в популярній дитячій трилогії Миколи Носова про «Незнайка та його друзів».

## У ролях
- Валерій Сонгино
- Андрій Левищенко
- Максим Раєвський
- Женя Адеєв
- Артем Тихомиров
- Анастасія Стерлигова
- Маня Попкова
- Аня Ганеліна
- Андрій Вінговатов
- Артем Гегнер
- Микола Лосєв
- Антон Аксаментов
- Сергій Назаров
- Марія Саффо
- Сергій Єфремов
- Максим Сабіров
- Юлія Климова
- Юрій Торсуев
- Володимир Торсуев

## Творча група
- Сценарій: Інна Вєткін, Юрій Волович
- Режисер: Ігор Апасян, Ірина Тарковська
- Оператор: Юрій Пустовий
- Композитор: Марк Мінков